# پایین‌زرین‌کلا
پایین زرین‌کلا، روستایی است از توابع بخش گیل‌خوران شهرستان جویبار در استان مازندران ایران.
از نظر موقعیت جغرافیایی این دو روستا در جوار هم و با فاصله‌ای کمتر از ۲ کیلومتر واقع شده‌اند. در واقع روستای بالا زرینکلا در جنوب روستای پایین زرین کلا واقع است. این دو روستا دارای منابع آب مشترک (آب‌بندان) هستند که تامین‌کننده آب کشاورزی برای زمین‌های شالیزار اهالی دو روستا می‌باشد.

## جمعیت
این روستاها در مرکز دهستان لاریم شمالی بوده و در بخش لاریم قرار داشته و براساس آخرین سرشماری مرکز آمار ایران که در سال ۱۳۹۵ صورت گرفته، جمعیت روستای پایین زرین کلا ۱۱۷۱ نفر (۳۸۳خانوار) بوده و، جمعیت روستای بالا زرین کلا ۷۵۰نفر (۲۲۰خانوار) بوده‌است.